# التقسيم الإداري في إنجلترا
الأقسام في إنجلترا تشكل هيكل للتقسيمات الإدارية وغير إدارية المعروفة بالمناطق التشريفية أو التقليدية.
بشكل عام تنقسم إنجلترا إلى 9 أقاليم و48 مقاطعة احتفالية (تقليدية) على الرغم من أن هذه المقاطعات التقليدية لها دور محدود في السياسة العامة. لإغراض الحكومة المحلية قسمت إنجلترا إلى مقاطعات (County) وضواحي (District) وإبريشيات (Parish) في بعض المناطق تشكل المقاطعات مع الضواحي هيكل ثنائي-الطبقة (Two-Tier)  بينما في مناطق أخرى دمجت المقاطعة مع الضاحية لتشكل سلطة وحدوية (Unitary Authority). الأبريشية تغطي جزء من أنجلترا.
النظام الحالي جاء نتيجة إصلاحات متكررة ومتراكمة والتي أصلها يأتي من التشريع المسن في عام 1965 وعام 1972.

## الأقاليم
أعلى مستوى تقسيم إداري في أنجلترا هي الأقاليم وعددها 9 أقاليم وتتكون من عدة مقاطعات وضواحي. في عام 1994 تم إنشاء أقاليم مكتب الحكومة (Government Office Regions)
 واستخدمت هذه الأقاليم لإنتخابات أوروبا عام 1999 كدوائر أنتخابية للبرلمان الأوروبي. تفاوتت الأقاليم في الحجم وتعداد السكان ومساهمتها في اقتصاد الدولة. ولها نفس الصفة باستثناء لندن والتي لها سلطة منقولة دائمة.

## المقاطعات والضواحي
لأغراض غير إدارية قسمت إنجلترا إلى 48 مقاطعة تقليدية أو تشريفية (Ceremonial County). وهي غير مذكورة في القوانين. هذه المقاطعات تخدم أغراض تعيين لورد نائب (Lords Lieutenant) والذي تاريخياً يمثل التاج الملكي في هذه المقاطعة. المقاطعات التشريفية تختلف عن المقاطعات الحضرية والغير حضرية والتي تستخدم في إدارة الحكومة المحلية لتغطي السلطات الوحدوية. وضعت في الاعتبار عندما رسمت حدود الدوائر الانتخابية للبرلمان.
للحكومة المحلية قسمت إنجلترا إلى مناطق ثنائية الطبقة تحتوى على مقاطعة وضاحية تدار بواسطة سلطتين محليتين. وسلطات وحدوية تدار بسلطة واحدة. هذه الترتيبات تتفاوت في مختلف أجزاء إنجلترا والأقسام الرئيسية هي:
* مناطق غير حضرية ثنائية-الطبقة (مقاطعة - ضاحية) شاير (Shire).
* مقاطعات حضرية (عددها 6).
* سلطات وحدوية (مقاطعة وضاحية بمجلس واحد).
* لندن العظمي.

### مقاطعات ثنائية-الطبقة غير حضرية
معظم مناطق إنجلترا تقع في مقاطعات ثنائية-الطبقة. في 27 من هذه المناطق يقدم مجلس المقاطعة أغلب الخدمات شاملاً التعليم والخدمات الاجتماعية ومجالس الضواحي البالغ عددها 201 تكون محدود الدور. الضواحي الغير حضرية يمكن أن تحمل صفة مدينة أو بورو (borough) على الرغم من أن هذا الوضع لا يأثر بقوة أو وظائف الضاحية.  كل المقاطعات ثنائية-الطبقة الغير حضرية لها مقاطعات تشريفية.مقاطعة بيركشاير (C3 Berkshire) الغير حضرية تمثل حالة شاذة في هذا الترتيب حيث أن ضواحيها تعتبر سلطات وحدوية ولكن لم يتم إبطالها رسمياً. وهي أيضا مقاطعة تشريفية. مقاطعة بدفوردشاير (Bedfordshire) ومقاطعة تشيشاير (Cheshire) مقاطعات غير حضرية تم إبطالها ولكن بقيت كمقاطعات تشريفية.

### مقاطعات حضرية

أكبر 6 تجمعات سكانية في إنجلترا يمثلها في المقابل مقاطعة حضرية (Metropolitan County) كل مقاطعة حضرية لديه مجلس مقاطعة  يقدم خدمات إستراتيجية محدودة مثل خدمات النقل العام والتخطيط. خلال الفترة من عام 1974 إلى عام 1986 لم يكن هناك مجلس مقاطعة ومع ذلك قانونياً هذه المجالس موجودة. الوظائف على مستوى المقاطعة مثل النقل العام تمارس بواسطة لجنة مشتركة والترتيبات الأخرى تنظم بواسطة مجالس الضواحي. في المقاطعات الحضرية يعمل 36 مجلس ضاحية بفاعلية كسلطة وحدوية ويقدم معظم الخدمات مثل التعليم والخدمات الاجتماعية. كل الضواحي الحضرية (Metropolitan District)  تحمل صفة بورو (borough) وبعضها مدينة ولا يأثر هذا في مدى قوة سلطتها أو وظيفتها. من إبريل عام 2011 أنشئت طبقة جديدة بأنشاء سلطات متحدة لإدارة مانشستر العظمي (Greater Manchester Combined Authority).

### لندن
المنطقة الإدارية لندن العظمى أنشئت في عام 1965 لتمثل إقليم لندن. بعد تغيرات متراكمة بلغت ذروتها في عام 2000 واشتملت هذه التغيرات وضع عمدة لمنطقة لندن (Greater London Authority) منتخب ومجلس منتخب لندن (Mayor of London). تقسم لندن إلى 32 بورو (borough) ويعود تاريخ هذا التقسيم إلى عام 1965 وكل بورو يدار بواسطة مجلس بورو. مدينة لندن القديمة (City of London) تشكل 33 قسم وتدار بواسطة تعاونية مدينة لندن (City of London Corporation) وهي سلطة فريدة (sui generis) ليس لها مثيل في إنجلترا. وتجنبت هذه السلطة الكثير من الإصلاحات في القرنين التاسع عشر والقرن العشرين.  مدينة لندن وباقي أجزاء لندن العظمي كل منهم يمثل مقاطعة تشريفية. مجالس البورو اللندنية وتعاونية مدينة لندن تقدم معظم الخدمات. على سبيل المثال التعليم وتنظم أعمال التنظيف في المقابل سلطة لندن العظمي  مسؤولة عن الخدمات الاستراتيجية المهمة مثل النقل العام والشرطة والتطور الاقتصادي وتخطيط الطوارئ.

### السلطات الوحدوية
خارج لندن والمقاطعات الحضرية بعض أجزاء إنجلترا تدار بواسطة مجلس وحيد يطلق عليه اسم سلطة وحدوية (ليس مذكور في قانون لندن). السلطة الوحدوية عبارة عن مقاطعة غير حضرية وضاحية غير حضرية مدمجة بوحدة واحدة تمتلك سلطات مجلس المقاطعة ومجلس الضاحية. السلطة الوحدوية بإمكانها أيضاُ ان تاخذ صفة البورو أو المدينة على الرغم من أن هذه الصفة لا تأثر على وظائفها أو قوتها.
ستة وأربعون 46 سلطة وحدوية أنشأت بين عامين 1995 و1998 تبعها إنشاء 9 وحدات إضافية في عام 2009. وأنشأت أما أن تأخذ الضاحية الغير حضرية وظائف مستوى المقاطعة أو أن تأخذ المقاطعة الغير حضرية وظائف مستوى ضاحية. في بعض الأحيان يتم تغير الحدود أو تدمج الضواحي عند أعادة التنظيم للسلطة الوحدوية. بيركشاير (Berkshire) تمثل حالة شاذة اذ انها مقاطعة وتحتوي على سلطات وحدوية (ضواحي) ولم يتم إبطال المقاطعة كما ذكر سابقاً.
لأغراض تشريفية تعبتر السلطات الوحدوية جزء من المقاطعة التي تنتمي لها سابقاً. سياساً تعبر وحدات مستقلة تماما غير متدخل بها مجلس المقاطعة السابقة. على سبيل المثال السلطة الوحدوية بليموث (Plymouth) تاريخياً تعبتر جزء من مقاطعة ديفون (County Devon) على الرغم من أنها غير تابعة لها سياسياً. وبالرجوع إلى حالة بيركشاير والتي لا يوجد بها مجلس مقاطعة وكل مناطقها السابقة تغطي بستة 6 سلطات وحدوية. بلا تأثير سياسي فيما بينهم. وتشكل هذه السلطات الستة المقاطعة التشريفية لبيركشاير.

### جزر سيلي
جزر سيلي (Isles of Scilly) تدار بواسطة سلطة محلية فريدة (sui generis) تسمى مجلس جزر سيلي (Council of the Isles of Scilly). السلطة تم إنشاءها في عام 1890 باسم مجلس ضاحية جزر سيلي. تم تغير اسمها ولم تتغير وظائفها في عام 1974. وهي سلطة وحدوية فعالة ومن واجباتها التعليم. جزر سيلي جزء من مقاطعة كورنوال (Cornwall) التشريفية وتشارك المقاطعة في خدمات مثل الصحة  والتطوير الاقتصادي.

## الإبرشيات المدنية
الإبرشيات المدنية (civil parish) هي أصغر الوحدات الحكومية في إنجلترا. تحكم الأبرشية بواسطة مجلس أبرشية (parish council) أو اجتماع أبريشية (parish meeting) وتقوم بأعمال محدودة العدد الوظائف والتي قد تقدم بواسطة السلطات المحلية. توحد إبريشية واحدة في لندن العظمي تسمى حديقة الملكة (Queen's Park) في مدينة ويستمينستر (City of Westminster)  وليس كل باقي إنجلترا يحتوى على إبريشيات ولكن عددها يتزايد ويكبر حجمها.

## قائمة الوحدات الإدارية

### الأقاليم
| النوع | أنشئت | العدد | الوحدات |
| ----- | ----- | ----- | --- |
| إقليم | 1994  | 9     | شرق إنجلترا - East of England شرق ميدلاندز - East Midlands غرب ميدلاندز - West Midlands لندن الكبرى - London شمال شرق - North East شمال غرب - North West جنوب شرق - South East جنوب غرب - South West يوركشير وهومبر - Yorkshire and the Humber |

### مقاطعات غير-حضرية ثنائية-الطبقة
| النوع            | أنشئت | العدد | الوحدات |
| ---------------- | ----- | ----- | --- |
| مقاطعة غير حضرية | 1974  | 27    | - بوكنغهامشير - Buckinghamshire - كامبريجشير - Cambridgeshire - كومبريا - Cumbria - ديربيشاير - Derbyshire - ديفون - Devon - دورست - Dorset - شرق ساسكس - East Sussex - إسكس - Essex - جلوتشسترشير - Gloucestershire - هامبشير - Hampshire - هيرتفوردشاير - Hertfordshire - كنت - Kent - لانكشاير - Lancashire - لاسترشاير - Leicestershire - لينكونشير - Lincolnshire - نورفك - Norfolk - نورثهامبتونشير - Northamptonshire - شمال يوركشاير - North Yorkshire - نوتينهامشير - Nottinghamshire - أوكسفوردشير - Oxfordshire - سمرست - Somerset - ستافوردشير - Staffordshire - سوفك - Suffolk - سيري - Surrey - وارويكشاير - Warwickshire - غرب سوسكس - West Sussex - ورسترشير - Worcestershire |
| ضاحية غير حضرية  | 1974  | 201   | قائمة الضواحي |

### مقاطعات حضرية
| مقاطعة حضرية | 1974 | 6  | - مانشستر الكبرى - Greater Manchester - مرزيسايد - Merseyside - جنوب يوركشاير - South Yorkshire - تاين ووير - Tyne and Wear - غرب ميدلاندز - West Midlands - غرب يوركشاير - West Yorkshire |
| ضاحية حضرية  | 1974 | 36 | - بولتون - Bolton - بيري - Bury - مانتشستر - Manchester - أولدهام - Oldham - روتشديل - Rochdale - سالفورد - Salford - ستوكبورت - Stockport - تامسايد - Tameside - ترافورد - Trafford - ويجان - Wigan - نوزلي - Knowsley - ليفربول - Liverpool - سيفتون - Sefton - سانت هيلينز - St Helens - إيرل - Wirral - بارنزلي - Barnsley - دونكاستر - Doncaster - روثرهام - Rotherham - شيفيلد - Sheffield - غيتسهيد - Gateshead - نيوكاسل أبون تاين - Newcastle upon Tyne - شمال تاينسايد - North Tyneside - جنوب تاينسايد - South Tyneside - سندرلاند - Sunderland - برمنغهام - Birmingham - كوفنتري - Coventry - دادلي - Dudley - ساندويل - Sandwell - سوليهال - Solihull - والسال - Walsall - ولفرهامبتون - Wolverhampton - برادفورد - Bradford - كالدردال - Calderdale - كركليز - Kirklees - ليدز - Leeds - ويكفيلد - Wakefield |

### لندن
| النوع                    | أنشئت            | العدد | الوحدات |
| ------------------------ | ---------------- | ----- | --- |
| بورو لندن London borough | 1965             | 32    | - باركينغ وداغينهام - Barking and Dagenham - بارنيت - Barnet - بيكسلي - Bexley - برنت - Brent - بروملي - Bromley - كامدن - Camden - مدينة وستمنستر - City of Westminster - كرويدن - Croydon - إيلينغ - Ealing - إنفيلد - Enfield - غرينتش - Greenwich - هاكني - Hackney - هامرسميث وفولهام - Hammersmith and Fulham - هارينجي - Haringey - هارو - Harrow - هافرينج - Havering - هيلينغدون - Hillingdon - هونسلو - Hounslow - إزلينغتون - Islington - كينسينجتون وتشيلسي - Kensington and Chelsea - كنغستون أبون تيمز - Kingston upon Thames - لامبث - Lambeth - لويسهام - Lewisham - ميرتن - Merton - نيوهام - Newham - ريدبريدج - Redbridge - ريتشموند أبون تيمز - Richmond upon Thames - سوثورك - Southwark - ساتون - Sutton - تاور هاملت - Tower Hamlets - والتهام فوريست - Waltham Forest - واندزورث - Wandsworth |
| وحدة فريدة Sui generis   | في العصور الوسطى | 1     | مدينة لندن (المعبد الداخلي والمعبد الخارجي) City of London including Inner Temple and Middle Temple |
| المجموع                  | المجموع          | 33    | |

### سلطات وحدوية
| النوع                                                    | أنشئت   | العدد | الوحدات |
| -------------------------------------------------------- | ------- | ----- | --- |
| مقاطعة اكتسبة وظائف ضاحية                                | 2009    | 5     | - كورنوال - Cornwall C2 - دورهام - Durham C2 - نورثمبرلاند - Northumberland C1 - شروبشير - Shropshire C2 - ويلتشير - Wiltshire C2 |
| ضواحي اكتسبت وظائف مقاطعة                                | 2009    | 4     | - بيدفورد - Bedford - وسط بيدفوردشاير - Central Bedfordshire - تشيشير الشرقية - Cheshire East - تشيشير الغربية وتشيستر - Cheshire West and Chester |
| ضواحي اكتسبت وظائف مقاطعة                                | 1998    | 15    | - بلاكبيرن مع داروين - Blackburn with Darwen - بلاكبول - Blackpool - هالتن - Halton - هيرفوردشير - Herefordshire C1 - ميدواي - Medway - نوتنغهام - Nottingham - بيتربورو - Peterborough - بليموث - Plymouth - ساوثيند-أون-سي - Southend-on-Sea - ستوك أون ترينت - Stoke-on-Trent - سويندن - Swindon - تيلفورد وريكين - Telford and Wrekin - ثوروك - Thurrock - تورباي - Torbay - وارينغتون - Warrington                                                                  |
| ضواحي اكتسبت وظائف مقاطعة عندما تم تصفية مقاطعة بيركشاير | 1998    | 6     | - براكنيل فورست - Bracknell Forest - ريدنغ - Reading - سلو - Slough - غرب بيركشاير - West Berkshire - وندزور وميدنهيد - Windsor and Maidenhead - وكنغهام - Wokingham |
| ضواحي اكتسب وظائف مقاطعة                                 | 1997    | 11    | - بورنماوث - Bournemouth - برايتون وهوف - Brighton and Hove - دربي - Derby - دارلينجتون - Darlington - ليستر - Leicester - لوتن - Luton - ميلتون كينز - Milton Keynes - بول - Poole - بورتسموث - Portsmouth - روتلاند - Rutland C1 - ساوثامبتون - Southampton |
| ضواحي اكتسبت وظائف مقاطعة                                | 1996    | 13    | - باث وشمال شرق سمرست - Bath Somerset - بريستول - Bristol C1 - إيست ريدنغ أوف يوركشاير - East Riding of Yorkshire C2 - هارتلبول - Hartlepool - كينغستون أبون هول - Kingston upon Hull - ميدلسبره - Middlesbrough - شمال شرق لينكونشير - North East Lincolnshire - شمال لينكونشير - North Lincolnshire - شمال سمرست - North Somerset - ريدكار وكليفلاند - Redcar and Cleveland - جنوب جلوسترشير - South Gloucestershire - ستوكتن أون تيز - Stockton-on-Tees - يورك - York |
| مقاطعة اكتسبت وظائف ضاحية                                | 1995    | 1     | - جزيرة وايت - Isle of Wight C1 |
| المجموع                                                  | المجموع | 55    | |

### سلطة فريدة (Sui generis)
- جزر سيلي

### إبريشيات مدنية
- إبرشيات إنجلترا.

### الهيلكل التنظيمي لإنجلترا
| الأقليم                                                    | المقاطعة التشريفية                                  | المقاطعة الحضرية أو غير حضرية                       | ضواحي وبورو ومدن |
| ---------------------------------------------------------- | --------------------------------------------------- | --------------------------------------------------- | --- |
| شرق إنجلترا                                                | إسكس                                                | 1. ثوروك ♕ .                                        | 1. ثوروك ♕ . |
| شرق إنجلترا                                                | إسكس                                                | 2. ساوثيند-أون-سي ♕.                                | |
| شرق إنجلترا                                                | إسكس                                                | 3. إسكس ❦                                           | a) هارلو - Harlow b) إيبغ فورست - Epping Forest c) برنتوود - Brentwood d) بازلدن - Basildon e) كاسل بوينت - Castle Point f) روتشفورد - Rochford g) مولدن - Maldon h) تشيلمسفورد - Chelmsford i) أتليزفورد - Uttlesford j) برينتري - Braintree k) كولتشستر - Colchester l) تندرينغ - Tendring |
| شرق إنجلترا                                                | 4. هيرتفوردشاير ❦                                   | 4. هيرتفوردشاير ❦                                   | a) ثري ريفرز - Three Rivers b) واتفورد - Watford c) هيرتسمير - Hertsmere d) ولين هاتفيلد - Welwyn Hatfield e) بروكسبورن - Broxbourne f) شرق هيرتفوردشاير - East Hertfordshire g) ستيفنج - Stevenage h) شمال هيرتفوردشاير - North Hertfordshire i) سانت ألبانز - St Albans j) داكورم - Dacorum |
| شرق إنجلترا                                                | بيدفوردشاير                                         | 5. لوتن ♕.                                          | 5. لوتن ♕. |
| شرق إنجلترا                                                | بيدفوردشاير                                         | 6. بيدفورد ♕.                                       | |
| شرق إنجلترا                                                | بيدفوردشاير                                         | 7. وسط بيدفوردشاير ♕.                               | |
| شرق إنجلترا                                                | كامبريجشير                                          | 8. كامبريجشير ❦                                     | a) كامبريج - Cambridge b) جنوب كامبريجشير - South Cambridgeshire c) هونتينغدونشير - Huntingdonshire d) فنلاند - Fenland e) شرق كامبريجشير - East Cambridgeshire |
| شرق إنجلترا                                                | كامبريجشير                                          | 9. بيتربورة ♕.                                      | |
| شرق إنجلترا                                                | 10. نورفك ❦                                         | 10. نورفك ❦                                         | a) نورويتش - Norwich b) جنوب نورفك - South Norfolk c) يارموث الكبرى - Great Yarmouth d) برودلاند - Broadland e) شمال نورفك - North Norfolk f) كنغز لن وغرب نورفك - King's Lynn and West Norfolk g) بريكلاند - Breckland |
| شرق إنجلترا                                                | 11. سوفك ❦                                          | 11. سوفك ❦                                          | a) إبسويتش - Ipswich b) سوفك الساحلية - Suffolk Coastal c) وفيني - Waveney d) وسط سوفك - Mid Suffolk e) بابيرغ - Babergh f) سانت إدموندزبري - St. Edmundsbury g) فورست هيث - Forest Heath |
| شرق ميدلاندز                                               | ديربيشاير                                           | 1. ديربيشاير ❦                                      | a) هاي بيك - High Peak b) ديربيشاير دالز - Derbyshire Dales c) جنوب ديربيشاير - South Derbyshire d) إيرواش - Erewash e) أمبر فالي - Amber Valley f) شمال شرق ديربيشاير - North East Derbyshire g) تشيسترفيلد - Chesterfield h) بولزأوفر - Bolsover |
| شرق ميدلاندز                                               | ديربيشاير                                           | 2. دربي ♕.                                          | |
| شرق ميدلاندز                                               | نوتينهامشير                                         | 3. نوتينهامشير ❦                                    | a) رشكليف - Rushcliffe b) بروكستاو - Broxtowe c) آشفيلد - Ashfield d) غيدلنغ - Gedling e) نيوارك وشيروود - Newark and Sherwood f) مانسفيلد - Mansfield g) باستلاو - Bassetlaw |
| شرق ميدلاندز                                               | نوتينهامشير                                         | 4. نوتنغهام ♕.                                      | |
| شرق ميدلاندز                                               | لينكونشير (part only)                               | 5. لينكونشير ❦                                      | a) لينكون - Lincoln b) شمال كيستيفن - North Kesteven c) جنوب كيستيفن - South Kesteven d) جنوب هولاند - South Holland e) بوسطن - Boston f) شرق ليندزي - East Lindsey g) غرب ليندزي - West Lindsey |
| شرق ميدلاندز                                               | لسترشاير                                            | 6. لسترشاير ❦                                       | a) تشارنوود - Charnwood b) ميلتون - Melton c) هربورو - Harborough d) أودبي ووغستن - Oadby and Wigston e) بلابي - Blaby f) هينكلي وبوسورث - Hinckley and Bosworth g) شمال غرب لسترشاير - North West Leicestershire |
| شرق ميدلاندز                                               | لسترشاير                                            | 7. لستر ♕.                                          | |
| شرق ميدلاندز                                               | 8. روتلاند ♕.                                       |                                                     | |
| شرق ميدلاندز                                               | 9. نورثهامبتونشير ❦                                 | 9. نورثهامبتونشير ❦                                 | a) جنوب نورثهامبتونشير - South Northamptonshire b) نورثهامبتون - Northampton c) دافينتري - Daventry d) ويلينغبورو - Wellingborough e) كيترينج - Kettering f) كوربي - Corby g) شرق نورثهامبتونشير - East Northamptonshire |
| لندن الكبرى                                                | 1. لندن الكبرى                                      | لندن الكبرى                                         | a) وستمنستر - City of Westminster b) كينسينجتون وتشيلسي - Kensington and Chelsea c) هامرسميث وفولهام - Hammersmith and Fulham d) واندزورث - Wandsworth e) لامبث - Lambeth f) سوثورك - Southwark g) تاور هاملت - Tower Hamlets h) هاكني - Hackney i) إزلينغتون - Islington j) كامدن - Camden k) برنت - Brent l) إيلينغ - Ealing m) هونسلو - Hounslow n) ريتشموند - Richmond o) كنغستون أبون تيمز - Kingston upon Thames p) ميرتن - Merton q) ساتون - Sutton r) كرويدن - Croydon s) بروملي - Bromley t) لويسهام - Lewisham u) غرينتش - Greenwich v) بيكسلي - Bexley w) هافرينج - Havering x) باركينغ وداغينهام - Barking and Dagenham y) ريدبريدج - Redbridge z) نيوهام - Newham aa) والتهام فوريست - Waltham Forest ab) هارينجي - Haringey ac) إنفيلد - Enfield ad) بارنيت - Barnet ae) هارو - Harrow af) هيلينغدون - Hillingdon |
| لندن الكبرى                                                | 2. مدينة لندن                                       | لندن الكبرى                                         | a) مدينة لندن |
| شمال شرق إنجلترا                                           | 1. نورثمبرلاند ♕.                                   | 1. نورثمبرلاند ♕.                                   | 1. نورثمبرلاند ♕. |
| شمال شرق إنجلترا                                           | 2. تاين ووير ♜                                      | 2. تاين ووير ♜                                      | a) نيوكاسل أبون تاين - Newcastle upon Tyne b) غيتسهيد - Gateshead c) شمال تاينسايد - North Tyneside d) جنوب تاينسايد - South Tyneside e) سندرلاند - Sunderland |
| شمال شرق إنجلترا                                           | دورهام                                              | 3. دورهام ♕.                                        | 3. دورهام ♕. |
| شمال شرق إنجلترا                                           | دورهام                                              | 4. دارلينجتون ♕.                                    | |
| شمال شرق إنجلترا                                           | دورهام                                              | 5. هارتلبول ♕.                                      | |
| شمال شرق إنجلترا                                           | دورهام                                              | 6. ستوكتن أون تيز ♕.                                | |
| شمال شرق إنجلترا                                           | شمال يوركشاير (جزء فقط)                             |                                                     | |
| شمال شرق إنجلترا                                           | 7. ريدكار وكليفلاند ♕.                              |                                                     | |
| شمال شرق إنجلترا                                           | 8. ميدلسبره ♕.                                      |                                                     | |
| شمال غرب إنجلترا                                           | Cheshire                                            | 1. شرق تشيتشر ♕.                                    | 1. شرق تشيتشر ♕. |
| شمال غرب إنجلترا                                           | Cheshire                                            | 2. تشيشير الغربية وتشيستر ♕.                        | |
| شمال غرب إنجلترا                                           | Cheshire                                            | 3. هالتن ♕.                                         | |
| شمال غرب إنجلترا                                           | Cheshire                                            | 4. وارينغتون ♕.                                     | |
| شمال غرب إنجلترا                                           | 5. كومبريا ❦                                        | 5. كومبريا ❦                                        | a) بارو-إن-فيرنس - Barrow-in-Furness b) جنوب ليكلاند - South Lakeland c) كوبلاند - Copeland d) ألردايل - Allerdale e) إيدن - Eden f) كارلايل - Carlisle |
| شمال غرب إنجلترا                                           | 6. مانشستر الكبرى ♜                                 | 6. مانشستر الكبرى ♜                                 | a) بولتون - Bolton b) بيري - Bury c) مانشستر - Manchester d) أولدهام - Oldham e) روتشديل - Rochdale f) سالفورد - Salford g) ستوكبورت - Stockport h) تايمسايد - Tameside i) ترافورد - Trafford j) ويجان - Wigan |
| شمال غرب إنجلترا                                           | لانكشاير                                            | 7. لانكشاير ❦                                       | a) غرب لانكشاير - West Lancashire b) تشورلي - Chorley c) جنوب ريبل - South Ribble d) فايلد - Fylde e) بريستون - Preston f) واير - Wyre g) لانكستر - Lancaster h) وادي ريبل - Ribble Valley i) بندل - Pendle j) بيرنلي - Burnley k) روزندايل - Rossendale l) هندبيرن - Hyndburn |
| شمال غرب إنجلترا                                           | لانكشاير                                            | 8. بلاكبول ♕.                                       | |
| شمال غرب إنجلترا                                           | لانكشاير                                            | 9. بلاكبيرن مع داروين ♕.                            | |
| شمال غرب إنجلترا                                           | 10. مرزيسايد ♜                                      | 10. مرزيسايد ♜                                      | a) Knowsley, b) Liverpool, c) St. Helens, d) Sefton, e) Wirral |
| جنوب شرق إنجلترا                                           | 1. بيركشاير ❦                                       | 1. بيركشاير ❦                                       | a) غرب بيركشاير ♕ - West Berkshire b) ريدنغ ♕ - Reading c) وكنغهام ♕ - Wokingham d) براكنيل فورست ♕ - Bracknell Forest e) وندزور وميدنهيد ♕ - Windsor and Maidenhead f) سلو ♕ - Slough |
| جنوب شرق إنجلترا                                           | بوكنغهامشير                                         | 2. بوكنغهامشير ❦                                    | a) جنوب بوكس - South Bucks b) تشلترن - Chiltern c) ويكم - Wycombe d) أيليسبري فيل - Aylesbury Vale |
| جنوب شرق إنجلترا                                           | بوكنغهامشير                                         | 3. ميلتون كينز ♕.                                   | |
| جنوب شرق إنجلترا                                           | شرق ساسكس                                           | 4. شرق ساسكس ❦                                      | a) هاستينغز - Hastings b) روثر - Rother c) ويلدن - Wealden d) إيستبورن - Eastbourne e) لويس - Lewes |
| جنوب شرق إنجلترا                                           | شرق ساسكس                                           | 5. برايتون وهوف ♕.                                  | |
| جنوب شرق إنجلترا                                           | هامبشير                                             | 6. هامبشير ❦                                        | a) فيرهام - Fareham b) غوسبورت - Gosport c) وينتشستر - Winchester d) هافانت - Havant e) شرق هامبشير - East Hampshire f) هارت - Hart g) رشمور - Rushmoor h) بازينستوك ودين - Basingstoke and Deane i) تيست فالي - Test Valley j) إيسلي - Eastleigh k) نيو فورست - New Forest |
| جنوب شرق إنجلترا                                           | هامبشير                                             | 7. ساوثامبتون ♕.                                    | |
| جنوب شرق إنجلترا                                           | هامبشير                                             | 8. بورتسموث ♕.                                      | |
| جنوب شرق إنجلترا                                           | 9. جزيرة وايت ♕.                                    |                                                     | |
| جنوب شرق إنجلترا                                           | كنت                                                 | 10. كنت ❦                                           | a) دارتفورد - Dartford b) غريفشام - Gravesham c) سفنأوكس - Sevenoaks d) تونبريدج ومالينغ - Tonbridge and Malling e) تانبريدج ويلز - Tunbridge Wells f) ميدستون - Maidstone g) سوايل - Swale h) أشفورد - Ashford i) شبوي - Shepway j) كانتربري - Canterbury k) دوفر - Dover l) ثانيت - Thanet |
| جنوب شرق إنجلترا                                           | كنت                                                 | 11. ميدواي ♕.                                       | |
| جنوب شرق إنجلترا                                           | 12. أوكسفوردشير ❦                                   | 12. أوكسفوردشير ❦                                   | a) أكسفورد - Oxford b) تشيرويل - Cherwell c) جنوب أوكسفوردشير - South Oxfordshire d) فال أوف وايت هورس - Vale of White Horse e) غرب أوكسفوردشير - West Oxfordshire |
| جنوب شرق إنجلترا                                           | 13. سيري ❦                                          | 13. سيري ❦                                          | a) سبيلثورن - Spelthorne b) رونيميد - Runnymede c) سيري هيث - Surrey Heath d) ووكينغ - Woking e) إلمبريدج - Elmbridge f) غيلدفورد - Guildford g) ويفرلي - Waverley h) مول فالي - Mole Valley i) إبسوم وإيويل - Epsom and Ewell j) ريجات وبانستيد - Reigate and Banstead k) تاندريج - Tandridge |
| جنوب شرق إنجلترا                                           | 14. غرب سوسكس ❦                                     | 14. غرب سوسكس ❦                                     | a) ورثينغ - Worthing b) أرون - Arun c) تشيتشستر - Chichester d) هاورشام - Horsham e) كرولي - Crawley f) وسط سوسكس - Mid Sussex g) آدور - Adur |
| جنوب غرب إنجلترا                                           | سمرست                                               | 1. باث وشمال شرق سمرست ♕.                           | 1. باث وشمال شرق سمرست ♕. |
| جنوب غرب إنجلترا                                           | سمرست                                               | 2. شمال سمرست ♕.                                    | |
| جنوب غرب إنجلترا                                           | سمرست                                               | 11. سمرست ❦                                         | a) جنوب سمرست - South Somerset b) تونتون دين - Taunton Deane c) غرب سمرست - West Somerset d) سيدجمور - Sedgemoor e) منديب - Mendip |
| جنوب غرب إنجلترا                                           | 3. بريستول ♕.                                       |                                                     | |
| جنوب غرب إنجلترا                                           | جلوسترشير                                           | 4. جنوب جلوسترشير ♕.                                | 4. جنوب جلوسترشير ♕. |
| جنوب غرب إنجلترا                                           | جلوسترشير                                           | 5. جلوسترشير ❦                                      | a) جلوسترشير - Gloucester b) توكسبوري - Tewkesbury c) تشلتنهام - Cheltenham d) كوتسوولد - Cotswold e) ستراود - Stroud f) فروست أوف دين - Forest of Dean |
| جنوب غرب إنجلترا                                           | ويلتشير                                             | 6. سويندن ♕.                                        | 6. سويندن ♕. |
| جنوب غرب إنجلترا                                           | ويلتشير                                             | 7. ويلتشير ♕.                                       | |
| جنوب غرب إنجلترا                                           | دورست                                               | 8. دورست ❦                                          | a) ويماوث وبورتلاند - Weymouth and Portland b) غرب دورست - West Dorset c) شمال دورست - North Dorset d) بوربيك - Purbeck e) شرق دورست - East Dorset f) كرايستشيرش - Christchurch |
| جنوب غرب إنجلترا                                           | دورست                                               | 9. بول ♕.                                           | |
| جنوب غرب إنجلترا                                           | دورست                                               | 10. بورنماوث ♕.                                     | |
| جنوب غرب إنجلترا                                           | ديفون                                               | 12. ديفون ❦                                         | a) إكستر - Exeter b) شرق ديفون - East Devon c) وسط ديفون - Mid Devon d) شمال ديفون - North Devon e) توريدج - Torridge f) غرب ديفون - West Devon g) جنوب هامز - South Hams h) تانبريدج - Teignbridge |
| جنوب غرب إنجلترا                                           | ديفون                                               | 13. تورباي ♕.                                       | |
| جنوب غرب إنجلترا                                           | ديفون                                               | 14. بليموث ♕.                                       | |
| جنوب غرب إنجلترا                                           | كورنوال                                             | 15. جزر سيلي sui generis ♕.                         | 15. جزر سيلي sui generis ♕. |
| جنوب غرب إنجلترا                                           | كورنوال                                             | 16. كورنوال ♕.                                      | |
| غرب ميدلاندز                                               | 1. هيرفوردشير ♕.                                    | 1. هيرفوردشير ♕.                                    | 1. هيرفوردشير ♕. |
| غرب ميدلاندز                                               | شروبشير                                             | 2. شروبشير ♕.                                       | 2. شروبشير ♕. |
| غرب ميدلاندز                                               | شروبشير                                             | 3. تيلفورد وريكين ♕.                                | |
| غرب ميدلاندز                                               | هيرفوردشير                                          | 4. هيرفوردشير ❦                                     | a) كانوك تشيس - Cannock Chase b) شرق ستافوردشير - East Staffordshire c) ليتشفيلد - Lichfield d) نيوكاسل-أندر-لايم - Newcastle-under-Lyme e) جنوب ستافوردشير - South Staffordshire f) ستافورد - Stafford g) ستافوردشير مورلاندز - Staffordshire Moorlands h) تامورث - Tamworth |
| غرب ميدلاندز                                               | هيرفوردشير                                          | 5. ستوك أون ترينت ♕.                                | |
| غرب ميدلاندز                                               | 6. وارويكشاير ❦                                     | 6. وارويكشاير ❦                                     | a) شمال وارويكشاير - North Warwickshire b) نونيتون وبيدورث - Nuneaton and Bedworth c) رجبي - Rugby d) ستراتفورد أون أفون - Stratford-on-Avon e) وارويك - Warwick |
| غرب ميدلاندز                                               | 7. غرب ميدلاندز ♜                                   | 7. غرب ميدلاندز ♜                                   | a) برمنغهام - Birmingham b) كوفنتري - Coventry c) دادلي - Dudley d) ساندويل - Sandwell e) سوليهال - Solihull f) والسال - Walsall g) ولفرهامبتون - Wolverhampton |
| غرب ميدلاندز                                               | 8. ورسترشير ❦                                       | 8. ورسترشير ❦                                       | a) برومسغروف - Bromsgrove b) مالفيرن هيلز - Malvern Hills c) ريديتش - Redditch d) ورستر - Worcester e) ويكهايفن - Wychavon f) وير فورست - Wyre Forest |
| يوركشير وهومبر                                             | 1. جنوب يوركشير ♜                                   | 1. جنوب يوركشير ♜                                   | a) شيفيلد - Sheffield b) روثرهام - Rotherham c) بارنزلي - Barnsley d) دونكاستر - Doncaster |
| يوركشير وهومبر                                             | 2. غرب يوركشير ♜                                    | 2. غرب يوركشير ♜                                    | a) ويكفيلد - Wakefield b) كركليز - Kirklees c) كلدردال - Calderdale d) برادفورد - Bradford e) ليدز - Leeds |
| يوركشير وهومبر                                             | شمال يوركشير (جزء فقط)                              | 3. شمال يوركشير ❦                                   | a) سيلبي - Selby b) هاروغيت - Harrogate c) كرافن - Craven d) ريتشموندشاير - Richmondshire e) هامبليتن - Hambleton f) رايدال - Ryedale g) سكاربورو - Scarborough |
| يوركشير وهومبر                                             | شمال يوركشير (جزء فقط)                              | 4. يورك ♕.                                          | |
| يوركشير وهومبر                                             | إيست ريدنغ أوف يوركشير                              | 5. إيست ريدنغ أوف يوركشير ♕.                        | 5. إيست ريدنغ أوف يوركشير ♕. |
| يوركشير وهومبر                                             | إيست ريدنغ أوف يوركشير                              | 6. كينغستون أبون هول ♕.                             | |
| يوركشير وهومبر                                             | لينكونشير (جزء فقط)                                 | 7. شمال لينكونشير ♕.                                | 7. شمال لينكونشير ♕. |
| يوركشير وهومبر                                             | لينكونشير (جزء فقط)                                 | 8. شمال شرق لينكونشير ♕.                            | |
|                                                            | ❦ مقاطعة غير حضرية (كلها ثنائية-الطبقة الا بيركشير) | ❦ مقاطعة غير حضرية (كلها ثنائية-الطبقة الا بيركشير) | ضاحية غير حضرية |
| ♕ سلطة وحدوية (مقاطعة وضاحية غير حضرية) (بإستثناء بيركشير) |                                                     |                                                     | |
| ♜ مقاطعة حضرية                                             | ♜ مقاطعة حضرية                                      | ضاحية حضرية                                         | |
| لندن الكبرى                                                | لندن الكبرى                                         | لندن بورو                                           | |